# Galopina aspera
Galopina aspera är en måreväxtart som först beskrevs av Christian Friedrich Frederik Ecklon och Carl Ludwig Philipp Zeyher, och fick sitt nu gällande namn av Wilhelm Gerhard Walpers. Galopina aspera ingår i släktet Galopina och familjen måreväxter. Inga underarter finns listade i Catalogue of Life.